# 林泉先师庙
林泉先师庙是一座古建筑，建于清，位于山西省晋中市平遥县卜宜乡林泉村。
1982年10月10日，林泉先师庙公布为平遥县文物保护单位。